# 懷特里弗鎮區 (印地安納州約翰遜縣)
懷特鎮區（英語：White River Township）是位於美國印地安納州約翰遜縣的一個行政鎮區。

## 地方資料
根據2010年美國人口普查的數據，懷特鎮區的面積為122.70平方千米，當中陸地面積為121.90平方千米，而水域面積為0.80平方千米。當地共有人口42100人，而人口密度為每平方千米343.11人。